# La brecha en el jardín
La brecha en el jardín es un cuento ilustrado del escritor y ensayista salvadoreño Manuel A. Cerón Mejía fue la primera de sus obras en ser publicadas en el invierno del 2009, sus 1500 ejemplares fueron distribuidos en la red de centros culturales de la Agencia Española de Cooperación Internacional para el Desarrollo.
Este cuento fue el cuento ganador en El Salvador de la convocatoria literaria Migraciones:Mirando al sur El Salvador, convocado -en este caso- por el Centro Cultural de España en El Salvador. El premio fue otorgado a Manuel A. Cerón por el jurado conformado por Carmen González Huguet. Silvia Elena Regalado. y Elmer Menjívar.